# Albert Schatz (scientifique)
Pour les articles homonymes, voir Albert Schatz.
Albert Schatz (2 février 1920 - 17 janvier 2005) est le découvreur de la streptomycine, le premier antibiotique utilisé dans le traitement de la tuberculose et de nombreuses autres maladies. La découverte de la streptomycine est cependant seulement accordée à son superviseur, Selman Waksman, qui obtient le prix Nobel de physiologie ou médecine en 1952.